# Carsten Nulle
Carsten Nulle (* 25. Juli 1975 in Langen) ist ein ehemaliger deutscher Fußballtorwart. Er ist heute Torwarttrainer.

## Karriere
Carsten Nulle hatte unter anderem in der Jugendabteilung von Eintracht Frankfurt gespielt, ehe er über verschiedene Oberliga- und Regionalligavereine 2001 zum SV Waldhof Mannheim in die Zweite Bundesliga wechselte. Bei den Mannheimern kam er am 15. Spieltag der Saison 2001/02 erstmals zum Einsatz; die ersten vier Partien seiner Profikarriere gewann er, drei davon ohne Gegentor. Dadurch verdrängte er den bisherigen Stammtorwart Achim Hollerieth und behielt seinen Stammplatz auch in der folgenden Saison.
Nach einem zehnten Platz in der Saison 2001/02 stieg er mit Waldhof in der Saison 2002/03 als Tabellenletzter bei 71 Gegentoren ab. Nulle hatte dabei 27-mal gespielt und wechselte am Saisonende ablösefrei zum Ligakonkurrenten Rot-Weiß Oberhausen, konnte dort allerdings den Stammtorhüter Oliver Adler nicht verdrängen und erlebte den abschließenden fünften Tabellenplatz nur als Ersatztorwart. Ohne einen einzigen Ligaeinsatz bestritten zu haben, wechselte er 2004 zum damaligen Regionalligisten Fortuna Düsseldorf. Bei den Rheinländern war Nulle bis zu Beginn der Saison 2005/06 Stammtorhüter und wurde dann vom Trainer auf die Ersatzbank verbannt und zur Winterpause vom Verein freigestellt. Im Februar nahm er schließlich ein Angebot aus der ersten polnischen Liga an und absolvierte dort sieben Spiele für Górnik Zabrze.
Zur Saison 2006/07 kehrte er ablösefrei in die zweite Liga zurück und wurde hinter Alexander Walke beim SC Freiburg Ersatztorwart. Anfang der Saison 2007/08 stand er als Kapitän beim SCF als Stammtorhüter zwischen den Pfosten, da Walke nach einem Autounfall für einige Zeit ausfiel. Im Oktober 2007 verletzte er sich in der Partie gegen den FC St. Pauli an der Schulter, fiel mehrere Wochen lang aus und wurde wieder durch Walke im Tor ersetzt. Nach der Verpflichtung von Michael Langer in der Winterpause sah er wenig Chancen auf weitere Einsätze und verließ den Verein kurze Zeit später ablösefrei zum Ligakonkurrenten SC Paderborn 07, von dem er als Ersatz für den zu Borussia Dortmund abgewanderten Alexander Bade verpflichtet wurde.
Nach dem Abstieg des SC Paderborn in die Dritte Liga unterschrieb er im Mai 2008 einen Zweijahresvertrag bei Absteiger aus der zweiten Liga, dem FC Carl Zeiss Jena. Dort ersetzte er den bisherigen Stammtorwart Wassili Chomutowski, der zum FC Augsburg gewechselt war. Am 25. Spieltag der Saison 2009/10 gegen den VfL Osnabrück erzielte Nulle beim Stand von 0:1 in der Schlussminute einen Kopfballtreffer nach einem Eckball. Am 19. Februar 2011 absolvierte er als erster Spieler seine 100. Partie in der 3. Liga. Er hatte seit dem ersten Spieltag der neugegründeten 3. Liga auf dem Platz gestanden und lediglich am achten Spieltag der ersten Saison auf Grund einer Gelb-Roten Karte gefehlt. Am 20. April 2011 wurde Nulle im Zuge des Trainerwechsels in Jena suspendiert und aus dem Kader ausgeschlossen. Seit seiner Suspendierung trainierte er mit der Reserve des 1. FC Union Berlin. Am 6. September 2011 wurde sein Vertrag aufgelöst.
Zur Saison 2011/12 fand Nulle zunächst keinen Verein. Ab September 2011 trainierte er als dritter Torwart beim 1. FC Nürnberg, kam jedoch im Verlauf der Saison zu keinem Ligaeinsatz. Ende Mai 2012 unterschrieb er beim KSV Hessen Kassel einen Vertrag, der mit Option auf zwei Jahre ausgelegt war. Zu Beginn der Spielzeit 2012/13 war er Mannschaftskapitän. In der Winterpause der Saison 2013/14 löste er seinen Vertrag beim KSV auf und wechselte zum Regionalligakonkurrenten Wormatia Worms.
Zwischen 2015 und 2017 war Nulle Torwarttrainer beim SC Preußen Münster. Ab der Saison 2018/19 wurde er Torwarttrainer beim FC Ingolstadt 04. Im Juli 2021 kehrte Nulle zum SC Preußen Münster zurück, den er dann auf eigenen Wunsch nach dem Wiederaufstieg in die 3. Liga aus familiären Gründen zum Ende der Saison 2022/23 wieder verließ. In der Saison 2023/24 war er Torwarttrainer beim Regionalligisten BFC Dynamo. Im Januar 2025 wurde er Torwarttrainer bei der BSG Chemie Leipzig.